# Становик (хребет)
Станови́к — горный хребет в Забайкальском крае России, в левобережье реки Онон, между двумя её левыми притоками — Кыра и Акша.
Хребет начинается на юге, в левобережье нижнего течения реки Кыра и протягивается на 110 км до реки Акша. С запада ограничивается долиной реки Былыра. Ширина хребта составляет 40—70 км. Преобладающие высоты — от 1200 до 1600 м, максимальная — 1916 м.
Хребет сложен главным образом гранодиоритами ранней и средней юры, а также эффузивами. В рельефе преобладают среднегорья с обилием крутосклонных форм. В вершинной части сохранились фрагменты исходной поверхности выравнивания, сочетающиеся с останцами и гольцами. Основные типы ландшафта — горная тайга, предгольцовое редколесье, гольцы.